# Kerpen (Eifel)
Kerpen (Eifel) ist eine Ortsgemeinde im Landkreis Vulkaneifel in Rheinland-Pfalz. Sie gehört der Verbandsgemeinde Gerolstein an. Kerpen ist ein staatlich anerkannter Erholungsort.

## Geographie
Zur Gemeinde Kerpen (Eifel) gehören die Ortsteile Kerpen mit dem Bernardyshof und Loogh mit der Looghermühle. Der Ortsteil Kerpen liegt auf ca. 430 m ü. NHN im Naturpark Vulkaneifel im Ostteil der Hillesheimer Kalkmulde im Tal des Rudersbaches, am Dolomitsporn des Höhenberges (⊙ 511,1 m). Loogh liegt auf ca. 470 m ü. NHN in einem Bachtal zwischen der Zapechlei und dem Hönselberg (⊙ 570,4 m). Zur Gemarkung gehört auch der Weinberg (⊙ 553,9 m), an dem man den rötlichen Kerpener Marmor findet, der u. a. für den Bau des Bonner Hauptbahnhofs und der katholischen Pfarrkirche in Gey genutzt wurde. An seinem Südhang wurde Weinbau betrieben.
Die Landschaft ist durch die Mischwälder auf den Bergen geprägt. Den Nordost-Hang des Hönselberges bedeckt eine Heidefläche.

## Geschichte

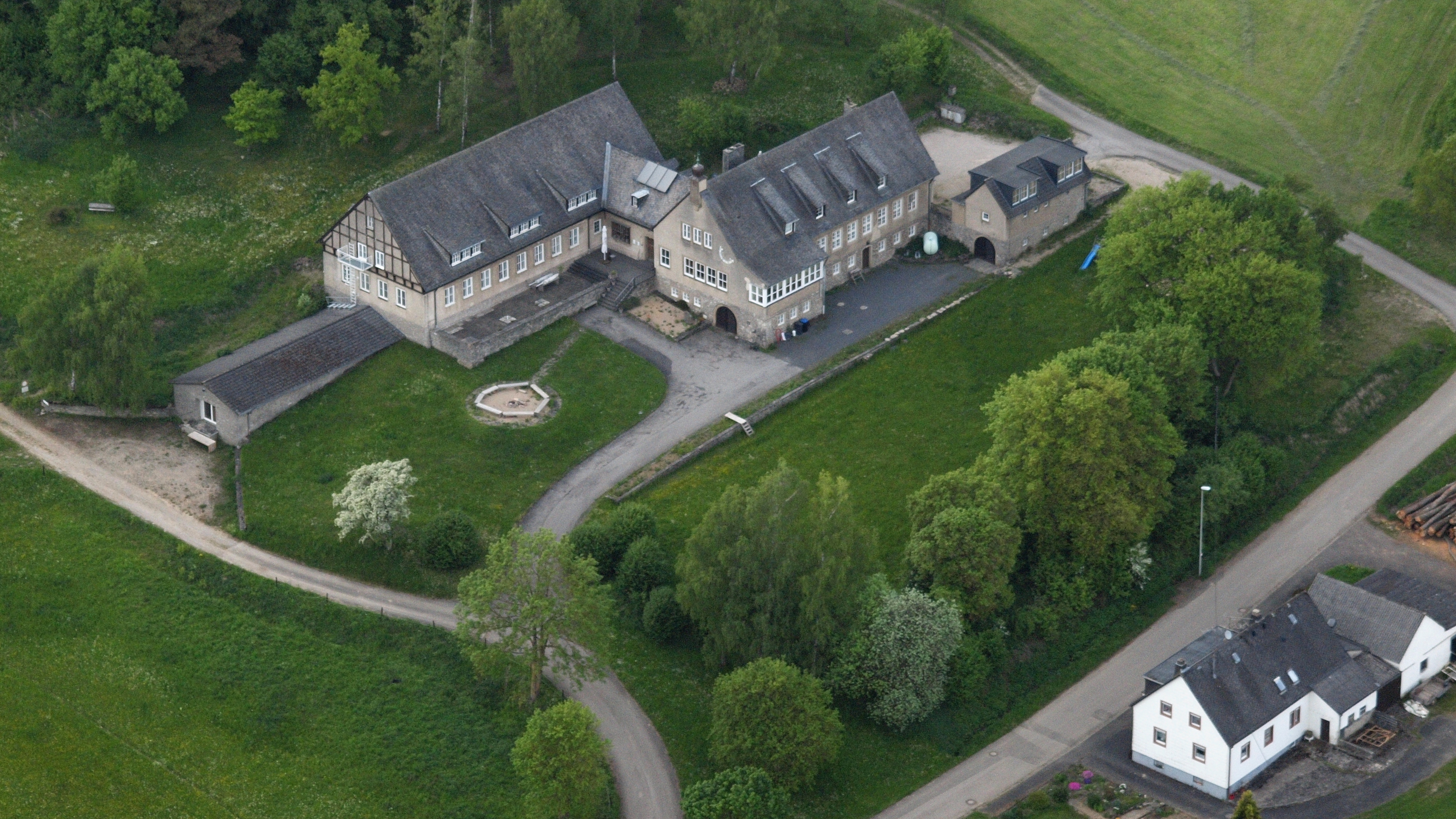
Strumpffabrik, Luftaufnahme (2015)

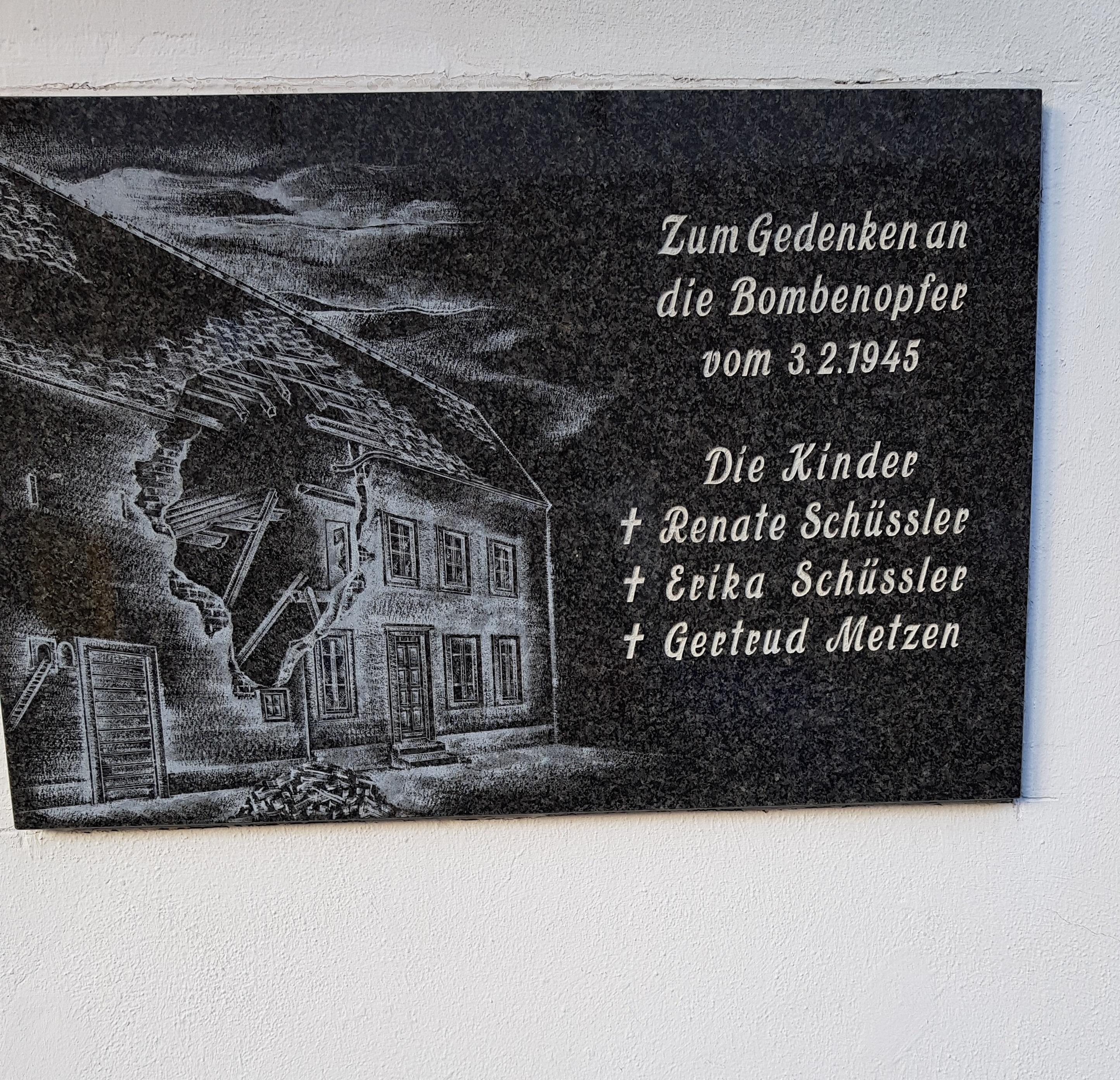
Gedenktafel mit Namen der Bombenopfer an der Hauswand der Bäckerei

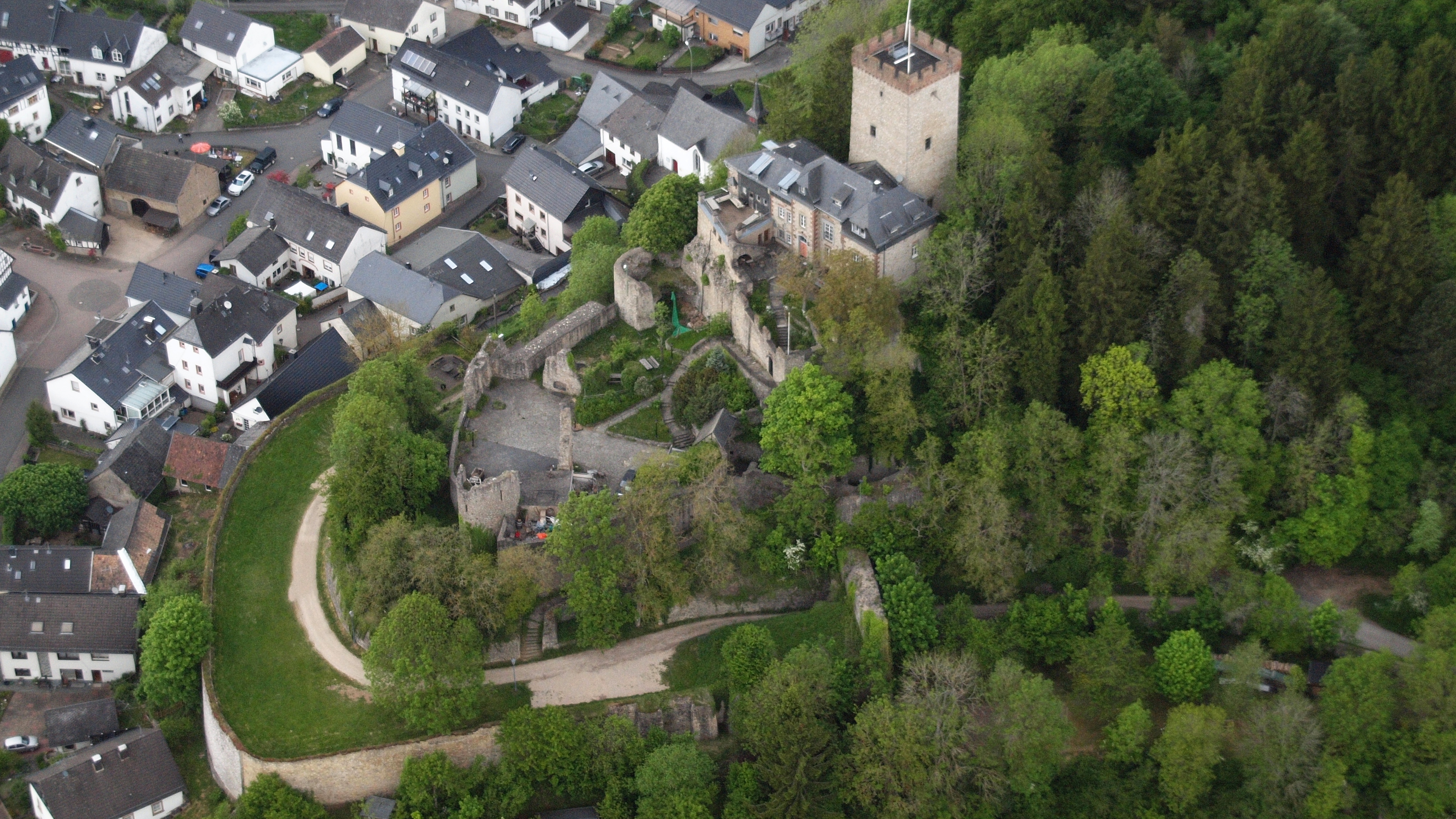
Burg Kerpen (Eifel), Luftaufnahme von Südosten (2015)

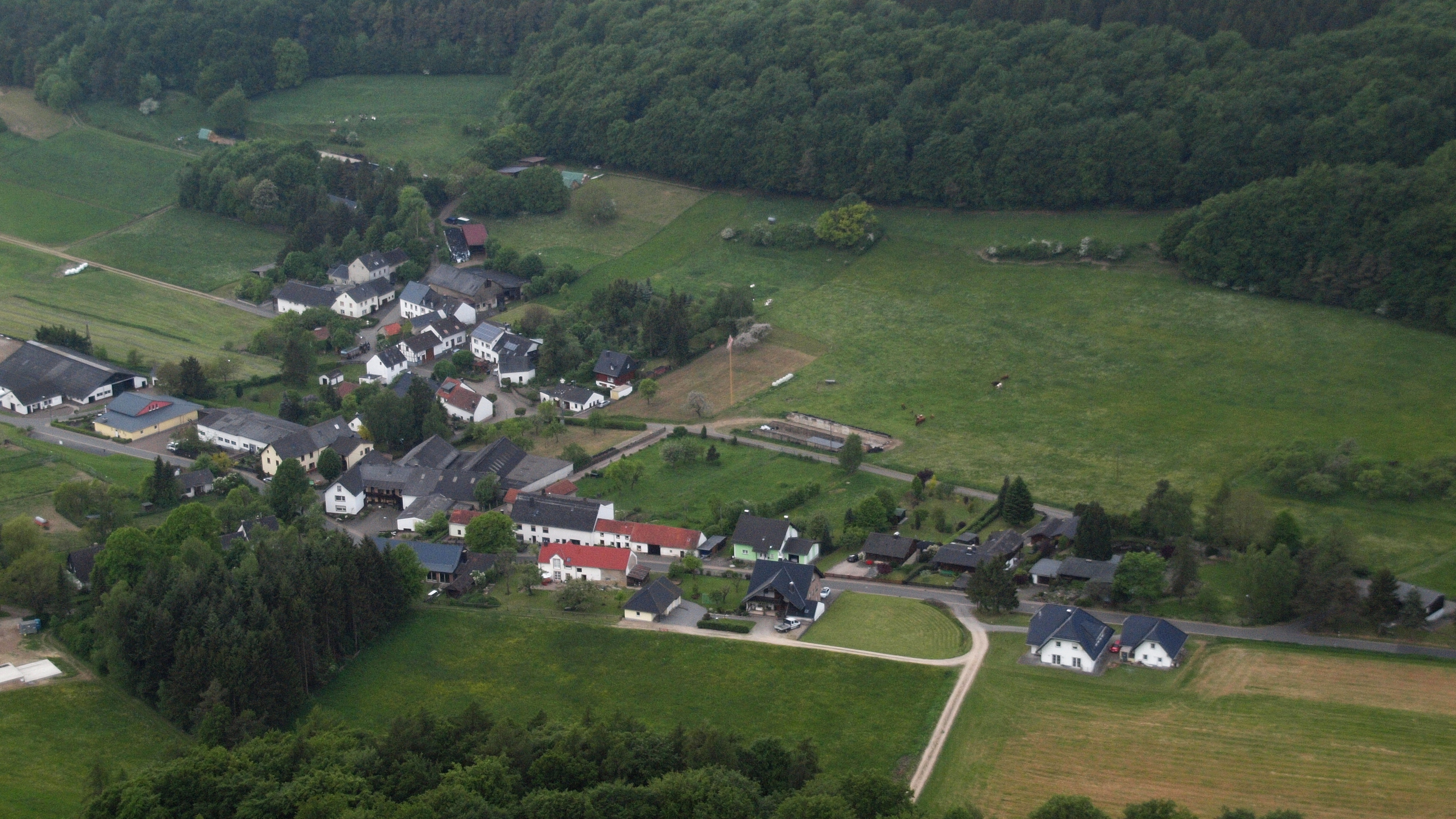
Loogh (2015), Luftaufnahme von Südosten

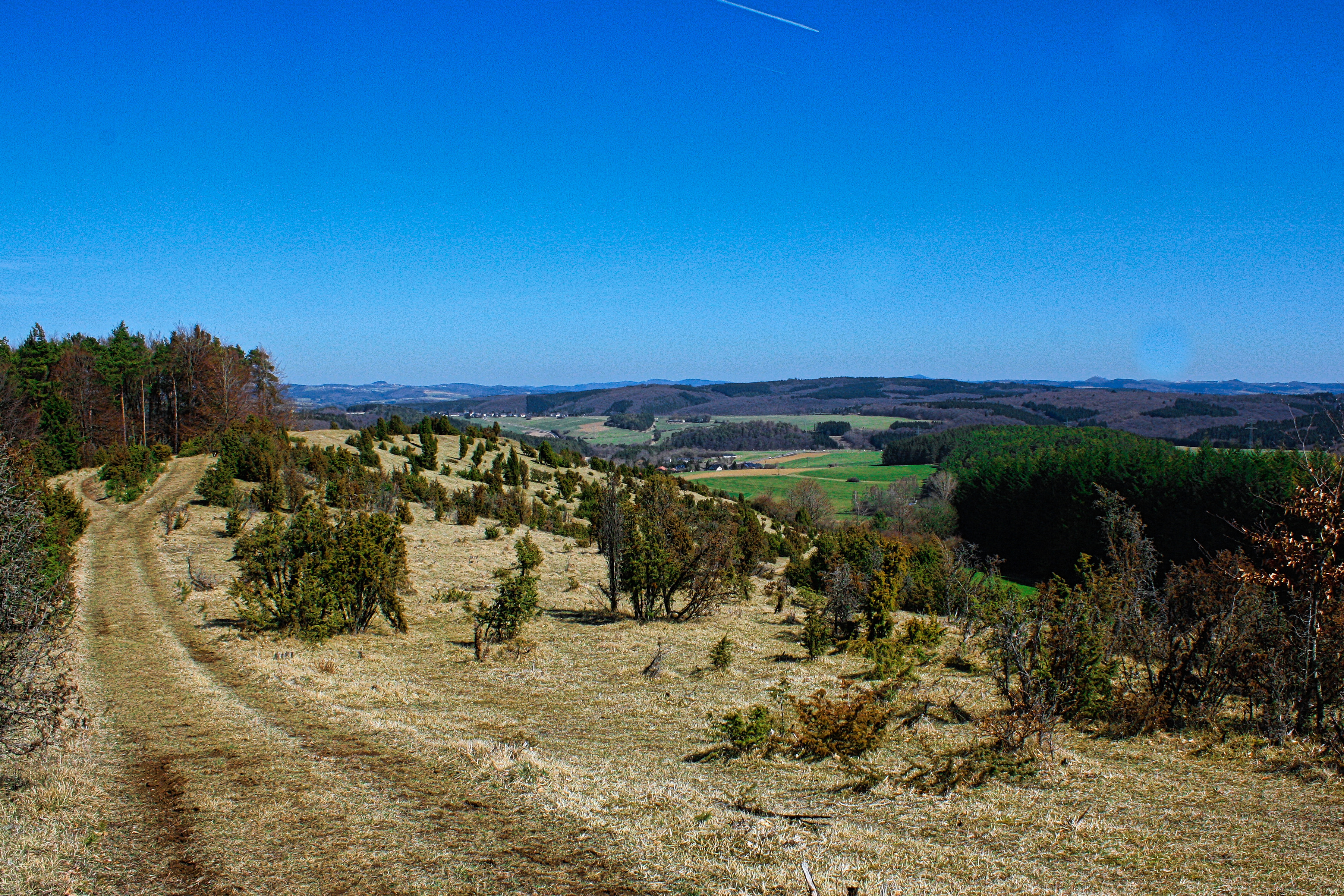
Wacholderheide am Hönselberg

1893 übernahm Johann Heinrich Dün die Burganlage an und rettete sie vor dem weiteren Verfall. Von 1907 bis 1911  Eigentum von Clemens Manstein, kaufte sie 1911 der Eifelmaler Fritz von Wille und ließ dringende Sicherungs- und Ausbesserungsarbeiten vornehmen.
In den 1930er Jahren wurde an der Adenauer Straße durch die Nationalsozialisten (Reichsarbeitsdienst) eine Schule zur Ausbildung von Hausmädchen gegründet. Vor Kriegsende wurde sie als Lazarett genutzt, danach als Altenheim. Der Kalte Krieg veranlasste einen Nürnberger Unternehmer seine Strumpffabrik hier zu verlagern. Anfang der achtziger Jahre wurde der Betrieb eingestellt. Danach diente die Anlage als Übergangswohnheim. Ein niederländisches Paar richtete sie als Landgut Alte Strumpffabrik zu einem Eventlokal her, die Gemeinde eröffnete ein Standesamt. 2015 erfolgte ein Besitzerwechsel und 2020/21 dient sie als Seminarhaus Kerpen.
Im Februar 1945 fiel eine Fliegerbombe in ein Haus in der Straße „Im Kapelleneck“.
Die Gemeinde Kerpen (Eifel) wurde durch die Kommunalreform in Rheinland-Pfalz am 7. Juni 1969 aus den aufgelösten Gemeinden Kerpen und Loogh neu gebildet.
Als Bundessieger im Wettbewerb „Unser Dorf soll schöner werden“ wurde Kerpen 1993 mit dem Goldpreis ausgezeichnet.
Im Wettbewerb „Unser Dorf hat Zukunft“ wurde es beim Bundesentscheid 2013 mit Bronze ausgezeichnet.
Statistik zur Einwohnerentwicklung
Die Entwicklung der Einwohnerzahl von Kerpen bezogen auf das heutige Gemeindegebiet; die Werte von 1871 bis 1987 beruhen auf Volkszählungen:
| Jahr | Einwohner |
| ---- | --------- |
| 1815 | 307       |
| 1835 | 407       |
| 1871 | 422       |
| 1905 | 438       |
| 1939 | 447       |
| 1950 | 486       |
| 1961 | 490       |

| Jahr | Einwohner |
| ---- | --------- |
| 1970 | 478       |
| 1987 | 427       |
| 1997 | 450       |
| 2005 | 436       |
| 2011 | 476       |
| 2017 | 466       |
| 2024 | 489       |

## Politik

### Gemeinderat
Der Ortsgemeinderat in Kerpen besteht aus acht Ratsmitgliedern, die bei der Kommunalwahl am 9. Juni 2024 in einer Mehrheitswahl gewählt wurden, und dem ehrenamtlichen Ortsbürgermeister als Vorsitzendem. Bis 2014 gehörten dem Gemeinderat zwölf Ratsmitglieder an.

### Bürgermeister
Leo Emondts wurde am 23. Juli 2019 Ortsbürgermeister von Kerpen. Da bei der Direktwahl am 26. Mai 2019 kein Bewerber angetreten war, oblag die Neuwahl des Bürgermeisters gemäß Gemeindeordnung dem Rat. In seiner konstituierenden Sitzung wählte er Emondts einstimmig für fünf Jahre ins Amt. Bei der Direktwahl am 9. Juni 2024 wurde er als einziger Bewerber mit einem Stimmenanteil von 55,4 % für weitere fünf Jahre wiedergewählt.
Emondts Vorgänger Rudolf Raetz hatte das Amt 25 Jahre ausgeübt, war 2019 aber nicht erneut angetreten.

### Wappen
| Wappen von Kerpen | Blasonierung: „In Silber auf goldenem Dreiberg ein schwarzer Zinnenturm, belegt mit silbernem Schildchen, darin ein roter Zickzackbalken.“ |
| Wappen von Kerpen | Wappenbegründung: Das Wappen stellt die Burg Kerpen dar, die durch den Zinnenturm auf dem Dreiberg symbolisiert ist. Die Burg Kerpen war Sitz der Reichsherrschaft Kerpen, zu der die Ortsgemeinde Kerpen zählte. Daher wurde der Turm mit dem Wappen der Reichsherrschaft Kerpen belegt. |

## Bauwerke
- Burg Kerpen stammt aus dem 12. Jahrhundert. Der Eifelmaler Fritz von Wille kaufte die Burg und richtete sie für sich her. Sein Grab mit Gedenkstein liegt auf dem Bergrücken hinter der Burg.
- Katholische Filialkirche St. Sebastian: Die ehemalige Burgkapelle, ein Einstützenraum, stammt aus dem 16. Jahrhundert.[15]

Siehe auch: Liste der Naturdenkmale in Kerpen (Eifel)

## Wirtschaft und Infrastruktur
Ländlich geprägt, verfügt die Gemeinde Kerpen über landwirtschaftliche Betriebe, Käserei und Schlachterei sowie mit Gärtnerei, Bäckerei, Kfz-Handel und mehreren gastronomischen Betrieben über eine gute Infrastruktur.
Die Burg und die Strumpffabrik Kerpen haben zur Bekanntheit Kerpens beigetragen.

### Verkehr
Der Ortsteil Kerpen liegt unmittelbar an der Landesstraße 70, die das Ahrtal bei Ahrdorf mit der Bundesstraße 421 verbindet.
Der Ort ist an den Öffentlichen Personennahverkehr (ÖPNV) angebunden. Es gelten die Tarife des Verkehrsverbunds Region Trier (VRT), vom Verkehrsverbund Rhein-Sieg und tarifraumüberschreitend der NRW-Tarif.
Eine Schienenanbindung besteht seit 1973 nicht mehr. Der Bahnhof Kerpen lag an der 1912 eröffneten Mittleren Ahrtalbahn Dümpelfeld–Abzw Insul–Ahrdorf–Hillesheim–Lissendorf–Jünkerath. Die Strecke war mit der Unteren Ahrtalbahn sowie der Eifelstrecke Köln – Trier verbunden. Nach dem Ende des Personen- und des Güterverkehrs (1973) erfolgte kurze Zeit später die Demontage der Bahngleise. Straßennamen und das Bahnhofsgebäude blieben erhalten.

### Ansässige Unternehmen
Im Ort ansässig sind u. a. das Autohaus Kloep, der Fensterhersteller Mörsch, die Vollkornbäckerei Edmondts und die Eifeler Hofkäserei und Schlachterei Gröner Hof.

### Tourismus
Kerpen wird von in- und ausländischen Touristen und Fans der Eifel-Krimis besucht. Neben dem mittelalterlichen Ortskern, der Kirche und der Burganlage besitzt der Ort durch eine Freizeitanlage am kleinen Rudersbach-Stausee, Tennisplätze, Rollschuhbahn, Minigolf und Kinderspielplatz Erholungs- und Freizeitwert. In der Nähe des ehemaligen Bahnhofs unterhält der Kreis Neuss im Felschbachtal einen Jugendzeltplatz.
Kerpen ist mit der Restaurationen Das kleine LANDCAFE eine Station am Eifelsteig, am Eifel-Krimi-Wanderweg und am Rundwanderweg Genuss zu Fuß.
Zahlreiche Informationstafeln vermitteln geschichtliche Details zu Ort und Umgebung.
Es ist ein Ausgangspunkt des Geologischen Lehr- und Wanderpfades der Verbandsgemeinde Hillesheim. Zahlreiche Stationen in der Umgebung erläutern die Geologie der Eifel und die Zeugnisse des Vulkanismus in der Vulkaneifel.
Der Rundwanderweg Genuss zu Fuß verbindet Aussichtspunkte, Sehenswürdigkeiten und Einkehrmöglichkeiten in Kerpen, Loogh und Niederehe.
Auf dem ehemaligen Bahndamm folgt ein Radweg Richtung Niederehe und Hillesheim weitgehend dem alten Streckenverlauf.
In Jahren mit geraden Jahreszahlen wird in Loogh ein Dorffest am zweitletzten Juliwochenende veranstaltet, in ungeraden Jahren in Kerpen im Dezember der Große Handwerker- und Weihnachtsmarkt mit Abschlussfeuerwerk.
In Loogh ist die Haltung von Kängurus und Bisons zugänglich.